# Samantha Sanders
Samantha Sanders, née le 21 août 1983 à Benoni, est une coureuse cycliste sud-africaine. Elle a notamment été médaillée d'or du contre-la-montre par équipes des championnats d'Afrique sur route en 2016.

## Palmarès sur route
- 2016
  -  Médaillée d'or du contre-la-montre par équipes des championnats d'Afrique (avec An-Li Kachelhoffer, Anriette Schoeman et Lise Olivier)
  - 2e du championnat d'Afrique du Sud du contre-la-montre
  -  Médaillée de bronze du contre-la-montre des championnats d'Afrique

## Palmarès en VTT
- 2011
  - 2e du championnat d'Afrique du Sud de cross-country
- 2012
  - 3e du championnat d'Afrique du Sud de cross-country
- 2013
  -  Championne d'Afrique du Sud de cross-country
  - Clarens
  - Thaba Trails
  - 2e du championnat d'Afrique du Sud de cross-country marathon
  -  Médaillée de bronze du championnat d'Afrique de cross-country
- 2014
  - Mankele
  -  Médaillée d'argent du championnat d'Afrique de cross-country
- 2019
  -  Championne d'Afrique du Sud de cross-country marathon
- 2025
  -  Championne d'Afrique du Sud de cross-country marathon